# 미스그린코리아

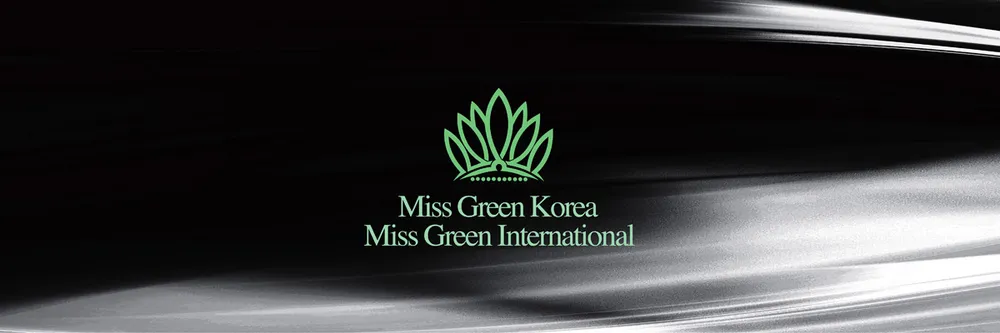

미스그린코리아는 2011년에 설립된 대한민국의 대표적인 미인대회 중 하나로, 친환경 정책의 재조명과 실천, 그리고 사회 공익 활동에 기여할 수 있는 인재를 선발하는 것을 목표로 한다. 이 대회는 단순히 외모뿐 아니라 지성과 봉사정신, 환경에 대한 관심을 갖춘 미의 사절단을 선발한다는 점에서 차별화되어 있다.

## 대회 특징
- 친환경 가치 실천 : 미스그린코리아는 ‘깨끗한 세상 만들기’와 친환경 정책 홍보를 주요 가치로 삼아, 참가자와 수상자들이 환경보호, 자선, 봉사, 홍보 활동 등 다양한 사회적 역할을 수행하도록 독려한다.

- 국제대회 진출 : 본선에서 선발된 입상자들은 대한민국 대표로 세계 미인대회(월드대회)에 참가할 수 있는 자격을 얻는다. 미스 투어리즘 퀸 인터내셔널, 페이스 오브 뷰티 인터내셔널, 미스 아시아 퍼시픽 인터내셔널, 미스 글로브 등 국제대회에 참가할 수 있다.

- 공정성과 이미지 관리 : 미스그린코리아는 ‘깨끗한 이미지 관리’로 정평이 나 있으며, 국내 미인대회 중에서도 공정성과 투명성을 강조하는 대회로 평가받고 있다.

## 참가 자격 및 선발 방식
- 참가 자격 : 만 18세 이상 ~ 29세 미만의 대한민국 국적 미혼 여성, 신장 165cm 이상 등 기본 조건이 있다.
- 선발 방식 : 전국 7개 지역에서 예선을 거쳐 본선 진출자를 선발하며, 본선에서는 자기소개, 드레스 심사, 모델 워킹 등 다양한 심사 과정을 통해 최종 수상자를 결정한다.

## 활동 및 역할
- 홍보 사절단 : 입상자들은 환경, 자선, 봉사, 공익 캠페인 등 다양한 사회적 활동에 참여하며, 국내외에서 대한민국을 대표하는 홍보대사 역할을 수행한다.
- 국제 교류 : 미스그린코리아 출신들은 월드대회 참가를 통해 세계 각국의 참가자들과 교류하며, 한국의 친환경 정책과 문화를 알리는 데 앞장선다.

## 대회 위상 및 영향
미스그린코리아는 미스코리아, 미스그랜드코리아, 미스로얄코리아 등과 함께 국내 주요 미인대회 중 하나로 꼽히며, 환경·공익 분야에 특화된 미인대회로 독자적인 입지를 구축하고 있다.